# Округ Алегени (Њујорк)
Округ Алегени (енгл. Allegany County) је округ у америчкој савезној држави Њујорк. По попису из 2010. године број становника је 48.946.

## Демографија
Према попису становништва из 2010. у округу је живело 48.946 становника, што је 981 (2,0%) становника мање него 2000. године.
|                   | 2010.           | 2000.           |
| Укупно            | 48 946 (100,0%) | 49 927 (100,0%) |
| Белци             | 46 701 (95,41%) | 48 222 (96,59%) |
| Остали            | 1 069 (2,184%)  | 532 (1,066%)    |
| Хиспаноамериканци | 670 (1,369%)    | 454 (0,909%)    |
| Азијати           | 452 (0,923%)    | 358 (0,717%)    |
| Афроамериканци    | 54 (0,110%)     | 361 (0,723%)    |